# Josip Bach
Josip Bach (Gospić, 15. veljače 1874. - Zagreb, 6. srpnja 1935.), hrvatski glumac i redatelj
Završio je Miletićevu Hrvatsku dramatsku školu i 1898. angažiran kao glumac u HNK. Nakon stotinjak uloga, 1903. postaje redatelj. 1908. preuzima dužnost ravnatelja Drame, a od 1920. je ravnatelj administracije. Režirao je oko 350 predstava klasičnog repertoara, s osobitom sklonošću prema hrvatskim dramskim piscima. 